# スッポンタケ
スッポンタケ（鼈茸、学名: Phallus impudicus）とは、スッポンタケ科スッポンタケ属のキノコ（菌類）。英語名はstinkhorn。悪臭がするが食用が可能で、中華料理にも使用される。和名の由来は、頭部の形状が、スッポンの頭に似ていることによる。

## 特徴

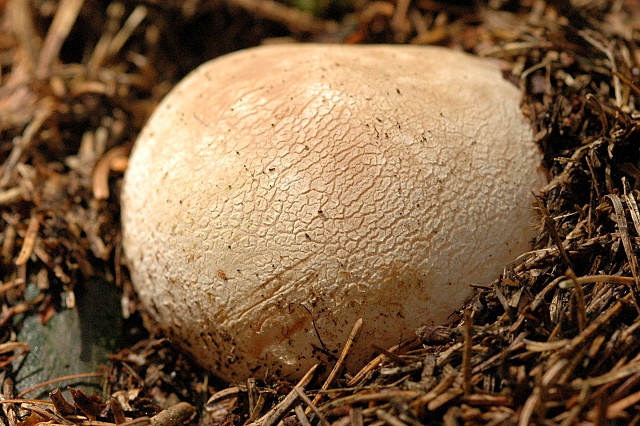
幼菌

腐生菌（腐生性）。初夏（梅雨）から秋にかけて、竹林など林内の地上に発生する。形はツクシ(スギナの胞子茎)に似ている。学名もこれにちなむ。和名は傘の形がスッポンの頭部に似ることから。英語名 stinkhorn はstink（くさいにおい）+　horn（つの）でこのキノコ類の柄の形に由来する。
キノコ本体はごく柔らかい。幼菌は卵のような形状で、内部には半透明のゼラチン状の物質につつまれた柄と暗緑色の傘がある。この時点では悪臭はしない。しかし、成熟すると柄と傘が展開し、傘の表面に悪臭のする黒っぽい粘液質のものが一面に現れ、悪臭を放つようになる。これはグレバで形成された胞子を含むもので、その悪臭は、ハエなどの昆虫を誘引し、胞子を運ばせるためである。傘の黒っぽい粘液を虫がなめ回してしまい、すっかり白っぽくなってしまうこともある。キノコ本体は一日でとろけるように消滅する。
色については幼菌も含め白だが、傘はグレバの色で暗緑色に見える。
なお、高級食材として有名なキヌガサタケはこれにレース状の飾りが付いただけ、と言っていいものである。

## 調理
グレバを取り除いた柄の部分や、幼菌は食用である。油で揚げると魚のような味になる。ドイツのいくつかの地域やフランスで食用とされ、中華料理にも利用される。

## その他
その形が勃起した陰茎に非常に似ていることで古くから注目された。学名Phallus impudicusは、phallus（男根）、im-（否定接頭辞）+pudicus「恥じらう」で「恥知らずな男根」という意味である。根もとにはふくらんだツボがあり、これは陰嚢に似ているとも言える。イギリスのビクトリア時代など性に関する規範が厳格だった時期には、このキノコの図は、それを見る人にショックをあたえないように、上下さかさまに描かれることがよくあった。南方熊楠が描いたスッポンタケの絵が残されているが、実際にはない血管状のすじや毛が描きくわえられており、わざと男性器に似せて描いたように見える。